# Batalla d'Aquilònia
La datalla d'Aquilònia (293 aC) va ser un enfrontament decisiu de la Tercera Guerra Samnita, ja que es considera que la victòria romana va marcar el final de les guerres samnites. Tot i que els enfrontaments encara van continuar en els anys següents, després d'aquesta derrota els samnites ja mai es van recuperar militarment i van deixar de ser un obstacle per la supremacia de Roma a Itàlia.

## Preparacions
Segons Titus Livi, l'any 293 aC els samnites estaven totalment mancats d'homes per lluitar i per tal de reconstruir l'exèrcit es van veure obligats a recórrer al reclutament forçat. Tots els homes del Samni van ser obligats a respondre i a allistar-se a l'exèrcit amb un jurament sagrat a l'altar davant dels déus. Si es negaven a jurar, eren assassinats a l'acte i els seus cossos amuntegats en una pila com a recordatori del que passaria a tots els altres si s'hi negaven. Es van seleccionar els millors soldats fins a assolir el nombre de 16.000 homes, que es van equipar amb armes i cascs amb plomes vistoses per reconèixer-los més fàcilment. A aquests homes se'ls anomenà les cohorts de lli, (segons Titus Livi anomenats així per a la cobertura de lli del recinte on realitzaven el seu sagrat jurament). La resta dels samnites, uns 20.000, van acampar a prop d'Aquilònia.
Per la seva banda, els cònsols romans Espuri Carvili Màxim i Luci Papiri Cursor van reunir les seves legions i van avançar cap al Samni, saquejant la zona d'Atina. Després Luci Papiri es va dirigir a Aquilònia, on es concentrava la major part de les forces samnites, mentre Carvili acampava a Cominium, a una vintena de milles de distància.
Quan després d'una sèrie de batusses, els romans van comprovar que els samnites rebutjaven acceptar una batalla a camp obert, Luci Papiri es va decidir a atacar Aquilònia, demanant al seu company Carvili que ataqués Cominium per evitar que d'aquesta ciutat en sortís cap reforç.

## Desenvolupament tàctic
Papiri estava a punt d'avançar contra Aquilònia quan un desertor del camp samnita el va informar que aproximadament la meitat de les forces samnites a la ciutat (unes vint cohorts) havien partit camí de Cominium. Davant d'aquestes notícies, Papiri va ordenar de dirigir-se contra l'enemic a marxes forçades, amb Luci Volumni a l'ala dreta i Luci Escipió a l'ala esquerra. Les forces auxiliars comandades per Espuri Nauci i tres legions va situar-se en un turó proper amb ordres d'aixecar una gran polseguera.
Quan els dos exèrcits van topar, els romans aviat van començar a pressionar els flancs i el centre de les tropes enemigues, que els samnites amb prou feines van poder resistir. A més, la polseguera aixecada per les tropes auxiliars va fer pensar als samnites que l'exèrcit de Carvili havia abandonat la seva posició a Cominium per reforçar l'atac romà i van caure en pànic. En aquell moment, Papiri va ordenar a la cavalleria que passés pel mig de les tropes romanes i caigués sobre el centre samnita, provocant una gran massacre. Aquesta càrrega es va continuar amb un atac de la infanteria, que definitivament va posar als samnites en fuga.
La cavalleria romana va perseguir als nobles samnites que fugien a cavall fins a Boviànum. Els homes de Volumni van perseguir l'enemic fins al seu campament i el van capturar, mentre que les tropes d'Escipió perseguien a aquells que es refugiaven a Aquilònia i fins i tot van capturar part de la muralla, però quan Papiri va arribar amb el gruix de l'exèrcit ja queia la nit i l'assalt es va aturar.

## Fets posteriors
Aquilònia va caure, i amb ella més de vint mil ciutadans van morir a mans dels romans i uns altres tres mil van ser fets presoners. El mateix dia, Carvili va assaltar i va conquerrir la ciutat de Cominium.